# Erwise
Erwise je jedním z průkopníků webových prohlížečů, a první běžně dostupný s grafickým uživatelským rozhraním.
Vydán byl v dubnu 1992, prohlížeč byl napsán pro Unix počítače se systémem X a používá W3 common access library. Byl dokončen finskými studenty z Helsinské technické univerzity: Konkrétně Kimem Nybergem, Teemem Rantanenem, Kati Suominenovou a Kari Sydänmaanlakkem. Skupina se rozhodla udělat webový prohlížeč na návrh Roberta Cailliau, který byl na návštěvě univerzity, pod dohledem Ariho Lemmkea.
Poté, co vývojáři Erwisu vystudovali, přestali na projektu pracovat. Tim Berners-Lee, tvůrce World Wide Web, cestoval do Finska, aby přemluvil skupinu, aby i nadále s projektem pokračovala. Nicméně žádný z členů projektu si nemohl dovolit, aby nadále projekt vyvíjel bez řádného financování.